# Liste des comtes de Montfort-sur-Risle
 (août 2016).
Ceci est une liste du seigneur de Montfort-sur-Risle. 
Les seigneurs de Montfort-sur-Risle autrefois avaient porté le titre de comte et qui, bien que singulièrement déchu de sa grandeur depuis son incorporation au domaine royal, n'avait pas moins conservé une importance suffisante pour légitimer l'usage du titre de comte chez celui qui en détenait les droits utiles, fût-ce même à titre précaire comme Guy XV de Laval.

## Maison de Montfort-Laval
- François de Laval, (de 1467 à 1485), comte de Montfort, remis en gage par Louis XI de France.

## Sources et bibliographie
- Charpillon, Dictionnaire historique de toutes les communes de l'Eure ;
- Mémoires et notes de Auguste le Prevost pour servir ci l'histoire du Département de l'Eure publies par Léopold Delise et Louis Passy.